# Pentaceraster
Pentaceraster ist eine Seesterngattung. Die Tiere leben im Roten Meer und im tropischen Indopazifik. Sie kommen teilweise in einer sehr großen Individuendichte vor.
Sie sind groß, erreichen einen Durchmesser von bis zu 40 Zentimeter, die fünf Arme sind kurz, im Querschnitt dreieckig, haben eine breite Basis und abgerundete Spitzen. Auf der Oberseite der Körperscheibe und der Arme befinden sich große Höcker oder stumpfe Stacheln, die fast immer farblich abgesetzt sind. Die Körperscheibe ist meist gitterförmig gemustert. Die Tiere sind oft sehr farbenfroh.
Pentaceraster-Arten fressen vor allem Weichtiere, aber auch Würmer, Krebstiere, andere Stachelhäuter, Aas, Detritus und Algen. Sie leben vor allem auf Weich- und Sandböden in Tiefen von 2 bis 20 Metern.
Die Seesterne vermehren sich, indem sie ihre Gameten in das freie Wasser abgeben. Eine ungeschlechtliche Vermehrung ist nicht bekannt.

## Arten
- Pentaceraster affinis (Müller & Troschel, 1840)
- Pentaceraster alveolatus (Perrier, 1875)
- Panamaischer Noppen-Seestern (Pentaceraster cumingi) (Gray, 1840)
- Grüner Noppenseestern (Pentaceraster mammilatus) (Audouin, 1826)
- Pentaceraster obtusatus
- Pentaceraster regulus (Müller & Troschel, 1842)
- Roter Noppenseestern (Pentaceraster tuberculatus) (Müller & Troschel, 1842)